# John Pordage
John Pordage (1607–1681) – kapłan kościoła anglikańskiego, astrolog, alchemik i chrześcijański mistyk .

## Poglądy
Uchodzi za jednego z największych wyznawców myśli Jacoba Boehmego i pierwszego znaczącego przedstawiciela boehmenizmu w Anglii. Poszedł dalej niż Boehme i w nurcie chrześcijańskiej teozofii rozwijał ideę Sophii – Wszechmądrości, niestworzonej, ukrytej wewnątrz Boskiej Trójjedni. W ludzkim sercu żyje boskie serce i tam należy szukać Raju, nowego nieba i nowej ziemi .

## Wybrane dzieła
- Sophia. (Amsterdam 1699)